# Démographie de Gibraltar
La démographie de Gibraltar reflète l'histoire de l'île avec la fusion culturelle et ethnique de nombreux immigrants européens qui sont venus sur le rocher lors de ces trois cents dernières années. Ils sont les descendants des immigrants économiques venus à Gibraltar après que la majorité de la population espagnole en fut partie en 1704 lors de l'annexion britannique. Les quelques Espagnols qui restèrent à Gibraltar en août 1704 furent rejoints par d'autres qui arrivèrent avec la flotte du Prince George de Hesse, peut-être deux cents, principalement Catalans. 
En 1753, les Génois, les Maltais et les Portugais formaient la majorité de cette nouvelle population. D'autres groupes arrivèrent progressivement dont des Minorquans (obligés de quitter leur île après que Minorque fut revenue à l'Espagne), des Britanniques, des Sardes, des Italiens, des Français, et des Allemands. L'immigration d'Espagne et les mariages avec des Espagnols des villes environnantes est une constante de l'histoire de Gibraltar jusqu'à ce que le Général Franco ferme la frontière en 1968, coupant beaucoup de Gibraltariens de leurs familles du côté espagnol de la frontière. Le gouvernement espagnol socialiste rouvrit la frontière terrestre en 1985 mais des restrictions demeurent.

## Données démographiques

### Population

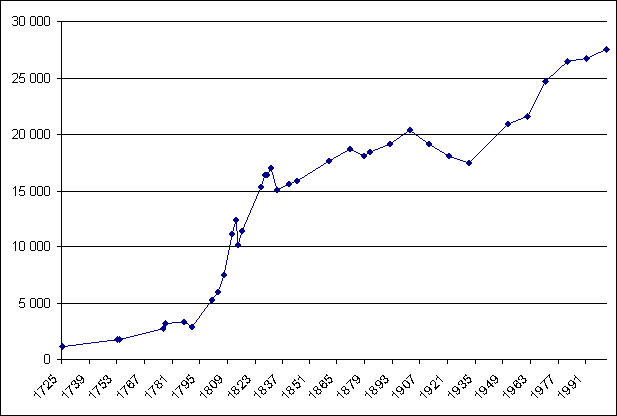
Population de Gibraltar selon des recensements de 1725 à 2001

27 967 (est/ juillet 2007.)
Structure des âges
0-14 ans :
21 % (hommes 3 167; femmes 3 013)

15-64 ans :
65 % (hommes 10 141; femmes 8 925)

65 ans et plus :
14 % (hommes 1 769; femmes 2 466) (est. 2000)
Taux d'accroissement
0,91 % (est. 2000)
Taux de naissance
14,14 naissances/1 000 habitants (est. 2000)
Taux de mortalité
8,45 décès/1 000 habitants (est. 2000)
Taux de migration net
3,39 migrants/1 000 habitants (est. 2000)
Répartition par sexe
à la naissance :
1,05 garçon/fille

moins de 15 ans:
1.05 garçon/fille

15-64 ans :
1,14 homme/femme

65 ans et plus :
0,72 homme/femme

population totale :
1,05 homme/femme (est. 2000)
Taux de mortalité infantile
5,6 décès/1 000 naissances (est. 2000)
Espérance de vie à la naissance
population totale 
78,95 ans

homme :
76,09 ans

femme :
81,96 ans (est. 2000)
Taux de fécondité
2,15 enfants /femme (est. 2000)

### Nationalité
nom :
Gibraltarien(s)

adjectif :
Gibraltarien

### Groupes ethniques
Britanniques gibraltariens (d'origine multiple : britannique génoise, maltaise, portugaise et espagnole), Marocains et Indiens.

### Religions
Catholiques romains 78,1 %, Anglicans 7 %, autres chrétiens 3,2 %, Musulmans 4 %, Juifs 2,1 %, Hindous 1,8 %, autres ou non spécifiés 0,9 %, aucune 2,9 % (recensement de 2001).

### Langues
L'anglais est la langue officielle. La plupart des habitants sont également bilingues et parlent l'espagnol. 
La plupart des Gibraltariens conversent en Llanito qui est un mélange unique d'andalou et d'anglais avec des mots  empruntés au maltais, au dialecte génois et à l'hébreu. Une grande part de la langue vernaculaire consiste en une alternance codique entre l'anglais et l'espagnol. 
L’arabe marocain et le rifain sont aussi parlés par les communautés marocaines, L'hindi et le sindhi sont aussi parlés par la communauté indienne de Gibraltar et le maltais est encore pratiqué dans quelques familles de descendance maltaise.

## Source
- (en) Cet article est partiellement ou en totalité issu de l’article de Wikipédia en anglais intitulé « Demographics of Gibraltar » (voir la liste des auteurs).